# Austin Blythe
Austin Blythe (* 16. Juni 1992 in Williamsburg, Iowa) ist ein ehemaliger US-amerikanischer Footballspieler auf der Position des Centers, der sieben Jahre lang in der National Football League (NFL) für die Indianapolis Colts, die Los Angeles Rams, die Kansas City Chiefs und Seattle Seahawks spielte.

## Frühe Jahre
Blythe ging in seiner Geburtsstadt Williamsburg, Iowa, auf die Highschool. Später besuchte er die University of Iowa, wo er für das Collegefootballteam 52 Spiele absolvierte und vier Jahre als Starter auf seiner Position gesetzte war.

## NFL
Blythe wurde im NFL-Draft 2016 in der siebten Runde an 248. Stelle von den Indianapolis Colts ausgewählt. In seine erste NFL-Saison wurde er als Backup für Ryan Kelly als Center gelistet. Nach der Saison, am 15. Mai 2017, wurde er von den Colts entlassen.
Am 16. Mai 2017, also bereits einen Tag später, nahmen ihn die Los Angeles Rams unter Vertrag. In seiner ersten Saison bei den Rams absolvierte er alle 16 Spiele und startete sogar am 17. Spieltag auf der Position des linken Guards. Zur Saison 2018 übernahm er die Starterrolle auf der Position des rechten Guards, nachdem der eigentliche rechte Guard, Jamon Brown, für die ersten zwei Spiele der Saison gesperrt wurde. Jedoch auch nach der Rückkehr von Jamon Brown behielt Blythe seine Position.
Am 26. März 2020 verlängerte Blythe seinen Vertrag bei den Rams und wurde zum startenden Center ernannt. Am 5. April 2021 nahmen die Kansas City Chiefs Blythe unter Vertrag.
Im März 2022 wechselte Blythe zu den Seattle Seahawks.
Am 28. Februar 2023 gab Blythe nach sieben Jahren in der NFL sein Karriereende bekannt.

## Persönliches
Austin Blythe ist verheiratet und hat einen Sohn und eine Tochter.